# Harley-Davidson Bahnrennmaschine

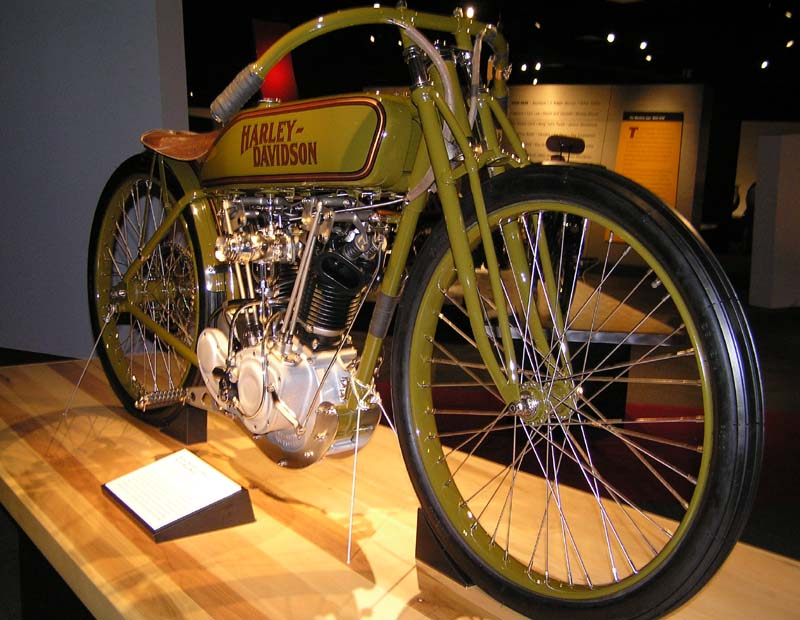
Harley-Davidson Bahnrennmaschine (Modell mit Merkel-Gabel)

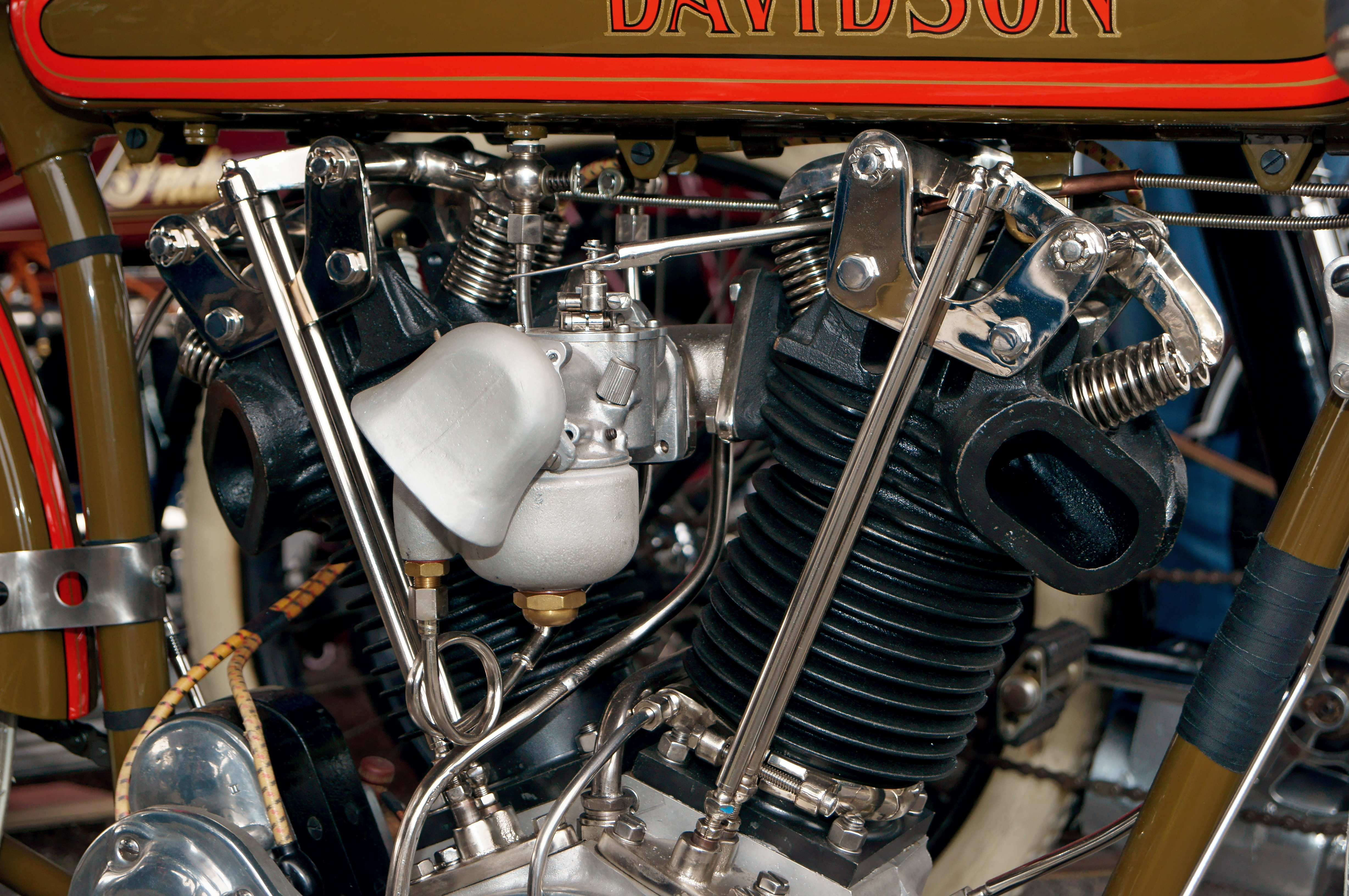
V2-Motor (One-Cam)

Die Harley-Davidson Bahnrennmaschine (1916 bis 1921) war das erste von Harley-Davidson nur für den Bahnrennsport entwickelte Rennmotorrad mit Zweizylindermotor und acht Ventilen.

## Entwicklung und Technik
Der 1916 vorgestellte 988 cm³ große und 6:1 verdichtende V2-Motor (Bohrung/Hub 84 × 89 mm) mit hängenden Ventilen und halbkugelförmigem Brennraum hatte acht Ventile und leistete anfangs 14 (10) später fast 20 PS (15 kW). Der Motor der ersten Exemplare wurde über eine Nockenwelle gesteuert; 1919 erschien das Two-Cam-Modell (Zwei-Nocken-Modell) mit größerer Ölpumpe. Das Gemisch wurde von einem Schebler-Vergaser aufbereitet und von einer Bosch-Magnetzündung gezündet. Der Motorradrahmen war ein unten offener Stahlrohr-Starrrahmen (mit ungefedertem Hinterrad). Eine geschobenen Kurzschwinge mit Reibungsdämpfer führte das 28-Zoll-Vorderrad. Der Radstand betrug 1308 mm (1270 mm bis 1919) und das Leergewicht lag bei 125 kg. Eine Bremse war nicht vorgesehen und wegen des Einganggetriebes auch keine Kupplung. Das olivgrüne Motorrad musste zum Starten angeschoben werden. Dazu benötigte der Fahrer zwei bis drei Helfer.
Für Privatfahrer war das Rennmotorrad für den damals astronomischen Preis von 1.500 US-Dollar (entspricht heute ca. 44.200 Euro) erhältlich; eine vergleichbare Indian-Bahnrennmaschine wurde für 350 US-Dollar angeboten. Es gibt keinen Nachweis über einen Erwerb außerhalb des Rennteams. Wie viele Rennmaschinen gebaut wurden, ist nicht bekannt. Schätzungen gehen von mindestens 10 bis zu 50 gebauten Exemplaren aus, da der Achtventilmotor noch bis 1928 erhältlich war. Heute sollen noch fünf Exemplare existieren.

## Wrecking-Crew und Rekorde
Die Rennabteilung von Harley-Davidson unter der Leitung von William (Bill) Ottaway, ehemals Chefingenieur bei der Aurora Automatic Machinery Company, wurde nach dem Ersten Weltkrieg unter der Bezeichnung „Wrecking-Crew“ berühmt. Alle namhaften amerikanischen Rennfahrer, so unter anderem Jim Davis,
Ralph Hepburn, Maldwyn Jones,
Fred Ludlow, Red Parkhurst, Otto Walker
und Ray Weishaar fuhren von 1919 bis 1921 für Harley-Davidson, deklassierten die Konkurrenz und „stampften“ im Laufe der Zeit alle Rekorde auf Ovalbahnen ein. Das Team hatte ein kleines Schwein als Maskottchen, das auf dem Motorrad, insbesondere von Ray Weishaar, auf der Ehrenrunde mitgenommen wurde. Die damalige Überlegenheit der Harley-Davidson Rennmaschine wird in der gründlicheren technischen Vorbereitung und der höheren Belastbarkeit des Materials gesehen. Am 2. Februar 1921 erreichte Otto Walker mit einer Harley-Davidson Bahnrennmaschine in einem Rennen erstmals eine Geschwindigkeit von über 100 mph (über 160 km/h). Ende 1921 zog sich Harley-Davidson aus wirtschaftlichen Gründen vom Rennsport zurück und löste die Rennabteilung auf.
Am 7. September 1923 stellte Freddie Dixon in Boulogne (Frankreich) mit einer Harley-Davidson Bahnrennmaschine mit 171,350 km/h einen offiziellen Geschwindigkeitsrekord für Motorräder auf.